# Aéroport de Leaf Rapids
L'aéroport de Leaf Rapids est un aéroport situé au Manitoba, au Canada.